# Vagttårnet
 Ikke at forveksle med Taarnet.
Vagttårnet – Forkynder af Jehovas Rige (engelsk: The Watchtower – Announcing Jehovah's Kingdom) er et blad som udgives af Jehovas Vidner gennem Vagttårnets Bibel- og Traktatselskab i Holbæk. Den danske udgave trykkes i England.
Fra og med 1. januar 2008 begyndte Vagttårnet at komme i to månedlige udgaver. Én til studiebrug for Vidnerne selv, og én til brug for offentligheden. Udgaven til studiebrug er ikke kun for Vidnerne selv. Alle interesserede kan modtage et eksemplar. Bladet bruges ved det ugentlige Vagttårnetstudie i menigheden, Jehovas Vidners vigtigste møde.
Bladet for offentligheden udkommer pr. på 414 sprog i et gennemsnitligt oplag på 93.281.789. Det er dermed det mest udbredte blad i verden. Udgaven til studiebrug har en gennemsnitlig oplag på 13.825.000. Bladet, som indeholder 16 sider, udkommer på dansk tre gange per år – også i en udgave med stor skrift. Det er også muligt at downloade EPUB, mp3- og pdf-filer med bladets indhold fra organisationens hjemmeside.
Vagttårnet siger om sit formål
- "Vagttårnets formål er at ophøje Jehova Gud som universets suveræne Herre. Det holder et vågent øje med verdensbegivenhederne og sammenholder dem med Bibelens profetier".
- "Det trøster alle slags mennesker med den gode nyhed om at Guds rige snart vil fjerne dem der undertrykker deres medmennesker, og at dette rige vil gøre jorden til et paradis".
- "Det tilskynder til at tro på Guds regerende Konge, Jesus Kristus, hvis udgydte blod åbner vejen, for at menneskene kan opnå evigt liv".
- "Vagttårnet, udgivet af Jehovas Vidner siden 1879, er upolitisk og benytter Bibelen som autoritet."

Bladet udkom første gang på engelsk i juli 1879 under navnet Zion's Watch Tower and Herald of Christ's Presence  ('Zions Vagt-Taarn og Forkynder af Kristi Nærværelse'). Navnet blev ændret flere gange, før det i marts 1939 blev The Watchtower Announcing Jehovah’s Kingdom ('Vagttaarnet, Forkynder af Jehovas Rige'). Siden 1892 er bladet udkommet på engelsk to gange om måneden. Bladet er udkommet på dansk siden 1900.